# Grant's First Stand
Grant's First Stand — дебютний студійний альбом американського джазового гітариста Гранта Гріна, випущений у травні 1961 року лейблом Blue Note. 

## Опис
Grant's First Stand став дебютним альбомом Гранта Гріна. Записаний у складі тріо з органістом Бебі Фейс Віллеттом і ударником Беном Діксоном. Грін виконує дві власні блюзові композиції «A Wee Bit O'Green» і «Blues for Willarene», а також стандарти «Lullaby of the Leaves» і «'Tain't Nobody's Bizness If I Do».
Записаний 28 січня 1961 року на студії Van Gelder Studio в Енглвуд-Кліффс (Нью-Джерсі).
Ранні записи Гріна на Blue Note були випущені у 2001 році як First Session.

## Список композицій
1. «Miss Ann's Tempo» (Грант Грін) — 5:39
2. «Lullaby of the Leaves» (Джо Янг, Берніс Петкере) — 7:42
3. «Blues For Willarene» (Грант Грін) — 7:08
4. «Baby's Minor Lope» (Рузвельт Віллетт) — 7:18
5. «Ain't Nobody's Business If I Do» (Еверетт Роббінс, Портер Грейнджер) — 4:26
6. «A Wee Bit O' Green» (Грант Грін) — 7:47

## Учасники запису
- Грант Грін — гітара
- Бебі Фейс Віллетт — орган
- Бен Діксон — ударні

Технічний персонал
- Альфред Лайон — продюсер
- Руді Ван Гелдер — інженер звукозапису
- Роберт Левін — текст до обкладинки
- Рід Майлс — дизайн обкладинки
- Френсіс Вульфф — фотографії обкладинки